# Bogey
Bogey è una serie a fumetti di genere poliziesco e fantascientifico, ambientato in un mondo avveniristico. Il protagonista è un detective di nome Bogey Nicolson.
Il fumetto, scritto da Antonio Segura e disegnato da Leopoldo Sánchez, è stato pubblicato la prima volta in Spagna da Sánchez stesso e, in seguito, nelle riviste Cimoc e K. O. Comics tra il 1981 e il 1991. In Italia è stato pubblicato nella rivista Skorpio, numeri 22 e 48 nel 1987.